# Joanna Żylińska
Joanna Żylińska (ur. 5 maja 1971) – brytyjsko-polska kulturoznawczyni, literaturoznawczyni i artystka, wykładowczyni King’s College London.

## Życiorys
Joanna Żylińska w 1998 uzyskała na Uniwersytecie Wrocławskim doktorat w zakresie teorii literatury na podstawie dysertacji Od estetyki do etyki: kobiecość a wzniosłość (promotor – Tadeusz Sławek). Zajmuje się nowymi mediami, technologiami oraz sztuką. W swoich pracach zajmuje się upadkiem ludzi jako cywilizacji i gatunku. Nawiązuje do twórczości Stelarca.
Wykładała w Instytucie Filologii Angielskiej UWr, Department of Media, Communications and Cultural Studies Uniwersytetu Londyńskiego. Od 2021 związana z King’s College London.
Członkini International Association for Philosophy and Literature, Association for Cultural Studies oraz Media, Communications & Cultural Studies Association.

## Publikacje
- The Cyborg Experiments: the extensions of the body in the media age (2002)
- Minimal Ethics for the Anthropocene (2014)
- Nonhuman Photography (2017)
- The End of Man: A Feminist Counterapocalypse (2018)

Tłumaczenia
- Stanisław Lem: Summa Technologiae. Minneapolis: University of Minnesota Press, 2013. ISBN 0-8166-7576-7. (ang.). Brak numerów stron w książce